# Painted Desert
Painted Desert ("Den malede Ørken") er navnet på et farverigt ørkenområde i det nordlige Arizona, USA. Området strækker sig fra Grand Canyon mod sydøst til Petrified Forest National Park nær grænsen til New Mexico. Det meste af området ligger nord for Little Colorado River og befinder sig inden for grænserne af Navajo-reservatet.

## Navnet
På trods af at der har levet oprindelige amerikanere, ikke mindst hopier i området i mindst tusinde år, er det spanierne, som har givet navn til dette. "El Desierto Pintado" kaldte spanierne det, på grund af det mangefarvede landskab.
Ørkenen omfatter områder med klart opdelte lag af mineraler og opløst, organisk materiale. Området rummer også mange forstenede klitter i området, som er nemt genkendelige på de skarpt opdelte lag af gråt, rødt, gult og orange materiale, som efter aflejringen er eroderet af vind og vand. Omkring solop- og nedgang, synes området at gløde i violette, blå, røde og gyldne farver.

## Naturen
I området findes en meget begrænset mængde ørkenflora og -fauna. Ørkenen er også karakteriseret ved de mange taffelbjerge og butter som findes overalt.
I den sydlige del af ørkenen findes resterne af en nåleskov fra Trias perioden. Træerne er forstenede gennem millioner af år, og forsteningerne har siden været udsat for vind og vejr, men meget velbevarede forsteninger findes fortsat i området. Desuden findes rester af andre forstenede planter og dyr i området og visse steder kan der findes spor fra dinosaurer, og spor af tidlig menneskelig beboelse.
I det meste af området er der kun adgang til fods eller via ikke asfalterede veje. Enkelte hovedveje og mindre veje krydser dog området, hvor der også findes to større bebyggelser, Cameron (ca. 1.000 indbyggere) og Tuba City (ca. 8.000 indbyggere). I området udvindes der pt. olie, kul og rødt ler. Leret anvendes specielt til at fremstille håndlavet keramik.

## Eksterne referencer
- Om Painted Desert
- Kort over Navajo Landområderne Arkiveret 24. januar 2007 hos  Wayback Machine

35°30′N 110°05′V / 35.5°N 110.08°V